# Saint-Lizier-du-Planté
Saint-Lizier-du-Planté – miejscowość i gmina we Francji, w regionie Oksytania, w departamencie Gers.
Według danych na rok 1990 gminę zamieszkiwało 120 osób, a gęstość zaludnienia wynosiła 11 osób/km² (wśród 3020 gmin regionu Midi-Pireneje Saint-Lizier-du-Planté plasuje się na 943. miejscu pod względem liczby ludności, natomiast pod względem powierzchni na miejscu 1022.).